# Danh sách tiết mục trên các video âm nhạc hải ngoại của Thu Phương
Danh sách tiết mục trên các video âm nhạc hải ngoại của  Thu Phương là bảng danh sách bao gồm những ca khúc và nhạc phẩm, phần trình diễn hoặc các tiết mục Thu Phương ghi hình cho các trung tâm ca nhạc tại Hoa Kỳ từ năm 2003 cho đến nay. Đây là những nhạc phẩm không xuất hiện trong các album video được phát hành chính thức của Thu Phương và được độc quyền bởi các trung tâm này.
Năm 2015, tiết mục "Trở về dòng sông tuổi thơ" của Thu Phương trong Paris By Night 111 là một trong năm tiết mục được World Choreography đề cử nhận giải tại Hollywood ngày 16 tháng 11 năm 2015. World Choreography Awards là giải thưởng thường niên được tổ chức nhằm tôn vinh sự sáng tạo, đổi mới và đa dạng trong nghệ thuật.

## Các tiết mục trên các trung tâm hải ngoại
| Thứ tự | Các tiết mục                                                           | Ghi chú                                                            | Phát hành |
| ------ | ---------------------------------------------------------------------- | ------------------------------------------------------------------ | --------- |
| 1      | Bang Bang (Khi xưa ta bé) (nhạc Mỹ, lời Việt: Phạm Duy)                | Kim Lợi 12th Anniversary                                           | 2004      |
| 2      | Chén đắng (Trương Lê Sơn)                                              | Yêu người say - trung tâm Hoa Biển                                 | 2005      |
| 3      | Hãy về đây bên em (Duy Mạnh)                                           | Còn nghe tiếng gọi - trung tâm Hoa Biển                            | 2005      |
| 4      | Kiếp đỏ đen (Duy Mạnh)                                                 | Còn nghe tiếng gọi - trung tâm Hoa Biển                            | 2005      |
| 5      | Ôi ! tình yêu (Oh Mon Amour) (nhạc Pháp, lời Việt: Phạm Duy)           | Còn nghe tiếng gọi - trung tâm Hoa Biển (song ca với Elvis Phương) | 2005      |
| 6      | Thời gian ơi (Hữu Tâm)                                                 | Chuyện Hoa Biển - trung tâm Hoa Biển                               | 2006      |
| 7      | Vầng trăng khóc (Nguyễn Văn Chung)                                     | Chuyện Hoa Biển - trung tâm Hoa Biển (song ca với Tiến Dũng)       | 2006      |
| 9      | Mây lang thang (Nam Lộc)                                               | 3rd Annual Miss Vietnam USA 2006 - Quốc Thái Production            | 2006      |
| 8      | Dù nắng có mong manh (Anh Bằng)                                        | 108 Anh Hùng Lương Sơn Bạc trung tâm Thủy Hử Production            | 2007      |
| 10     | Hà Nội mùa vắng những cơn mưa (Trương Quý Hải)                         | MFC Hoa hậu Việt Nam Hoàn Vũ 2006-2007                             | 2007      |
| 11     | Hãy đến bên em (nhạc Pháp, lời Việt: Phạm Duy)                         | MFC Miss Vietnam Global 2007                                       | 2007      |
| 12     | LK: Bèo dạt mây trôi & Người ở đừng về (dân ca quan họ Bắc Ninh remix) | MFC in Florida                                                     | 2009      |
| 13     | Có nhớ đêm nào (Khánh Băng)                                            | MFC Miss Vietnam Global 2009                                       | 2009      |
| 14     | Câu chuyện tình tôi (Kim Tuấn)                                         | MFC Miss Vietnam Global 2009                                       | 2009      |
| 15     | Thuở ấy có em (Huỳnh Anh)                                              | MFC Hoa hậu Việt Nam Toàn Cầu 4                                    | 2010      |
| 16     | Thư Pháp (Nguyễn Duy Hùng)                                             | Vân Sơn 46 in Praha - Giữ trọn tình quê                            | 2011      |
| 17     | Tình Hờ (Phạm Duy)                                                     | Vân Sơn 46 in Praha - Giữ trọn tình quê                            | 2011      |
| 18     | Tình khúc chiều mưa (Nguyễn Ánh 9)                                     | Vân Sơn 47 in Edmonton - Hè trên xứ lạnh                           | 2011      |
| 19     | Giữ lại hanh phúc remix (Anh Tú)                                       | MFC Hoa hậu Việt Nam Toàn Cầu 8                                    | 2016      |
| 20     | Sau tất cả (Khắc Hưng)                                                 | MFC Hoa hậu Việt Nam Toàn Cầu 8                                    | 2016      |

## Chương trình
| Năm  | Chương trình                                 | Vai trò       | Kênh       | Nguồn         |
| ---- | -------------------------------------------- | ------------- | ---------- | ------------- |
| 2012 | V-Star                                       | Ban giám khảo | VietFaceTV | [ 17 ] [ 18 ] |
| 2013 | V-Star                                       | Ban giám khảo | VietFaceTV | [ 17 ] [ 18 ] |
| 2014 | V-Star                                       | Ban giám khảo | VietFaceTV | [ 17 ] [ 18 ] |
| 2015 | The Voice - Giọng hát Việt (mùa 3)           | Ban giám khảo | VTV3       | [ 19 ]        |
| 2015 | Bữa trưa vui vẻ                              | Ca sĩ         | VTV3       | [ 20 ]        |
| 2016 | Bữa trưa vui vẻ                              | Ca sĩ         | VTV3       | [ 20 ]        |
| 2017 | Ca sĩ giấu mặt                               | Ca sĩ         | THVL1      | [ 21 ]        |
| 2017 | Tình Bolero hoan ca                          | Ca sĩ         | THVL1      | [ 22 ]        |
| 2018 | The Voice - Giọng hát Việt (mùa 5)           | Ban giám khảo | VTV3       | [ 23 ]        |
| 2019 | Trời sinh một cặp (mùa 3)                    | Ban giám khảo | VTV3       | [ 24 ]        |
| 2020 | Và tôi vẫn hát (mùa 1)                       | Ban giám khảo | HTV7       | [ 25 ]        |
| 2022 | Và tôi vẫn hát (mùa 2)                       | Ban giám khảo | HTV7       | [ 26 ]        |
| 2022 | Big Song Big Deal - Bài hát hay nhất (mùa 3) | Ban giám khảo | VTV3       | [ 27 ]        |
| 2022 | Rock Việt                                    | Ca sĩ         | VTV3       | [ 28 ]        |
| 2023 | Chị đẹp đạp gió rẽ sóng (mùa 1)              | Ca sĩ         | VTV3       | [ 29 ]        |
| 2024 | Chị đẹp đạp gió rẽ sóng (mùa 2)              | Ca sĩ         | VTV3       | [ 30 ]        |

## Các tiết mục trênParis by Night
| Thứ tự | Các tiết mục | Ghi chú                                                                | Mã số CD | Phát hành |
| ------ | --- | ---------------------------------------------------------------------- | -------- | --------- |
| 1      | LK: Cho tôi lại từ đầu (Trần Quang Lộc) & Quê hương tuổi thơ tôi (Từ Huy)                                        | PBN 77 30 năm viễn xứ                                                  | TNCD350  | 2005      |
| 2      | Lời cảm ơn (Ngô Thụy Miên)                                                                                       | PBN 77 30 năm viễn xứ (hát với các ca sĩ Thúy Nga)                     | TNCD350  | 2005      |
| 3      | Hướng về Hà Nội (Hoàng Dương)                                                                                    | PBN 91 Huế -Sài Gòn- Hà Nội                                            | TNCD425  | 2008      |
| 4      | LK: 10 năm tình cũ & 20 Năm tình cũ (Trần Quảng Nam)                                                             | PBN 92 Nhạc yêu cầu (2008) (song ca với Thế Sơn)                       | TNCD428  | 2008      |
| 5      | LK Lời cuối cho em (Nguyễn Ánh 9), Nhìn nhau lần cuối (Nguyễn Vũ), Điều giản dị (Phú Quang) & Yêu em (Lê Hựu Hà) | PBN 100 Ghi nhớ một chặng đường (song ca với Thế Sơn)                  | TNCD479  | 2010      |
| 6      | Bài thơ không đoạn kết (Lam Phương)                                                                              | PBN 102 Nhạc yêu cầu - Tình ca Lam Phương                              | TNCD492  | 2011      |
| 7      | Nghìn trùng xa cách (Phạm Duy)                                                                                   | PBN 103 Tình sử trong âm nhạc Việt Nam                                 | TNCD496  | 2011      |
| 8      | Dạ khúc cho tình nhân (Lê Uyên Phương)                                                                           | PBN 105 Người tình                                                     | TNCD506  | 2012      |
| 9      | Trăng dưới chân mình (Trần Lê Quỳnh)                                                                             | PBN 106 Lụa                                                            | TNCD514  | 2012      |
| 10     | LK: Bài tình ca cho em & Bản tình cuối (Ngô Thụy Miên) & Thuở ấy có em (Huỳnh Anh) & Trả nợ tình xa (Tuấn Khanh) | VSTAR 2012 Results (song ca với Phạm Quốc Thái & Đan Kim)              |          | 2012      |
| 11     | LK: Định mệnh (Song Ngọc) & Tình bơ vơ (Lam Phương)                                                              | PBN 106 VIP Party (song ca với Phạm Quốc Thái)                         |          | 2013      |
| 12     | Act: Linh hồn và thể xác & Con ma (Nguyễn Hải Phong)                                                             | PBN 107 Nguyễn Ngọc Ngạn: 20 năm sân khấu (song ca với Anh Tú)         | TNCD521  | 2013      |
| 13     | Bang Bang (Khi xưa ta bé) (Nhạc Mỹ, lời Việt: Phạm Duy)                                                          | PBN 108 Time Thời gian                                                 | TNCD527  | 2013      |
| 14     | LK: Một thoáng Tây Hồ (Phó Đức Phương) & Chiều phủ Tây Hồ (Phú Quang)                                            | PBN 109 Paris By Night 30th Anniversary (song ca với Ngọc Anh)         | TNCD532  | 2013      |
| 15     | Trình diễn áo dài 3 miền: Em đi chùa Hương (nhạc: Trung Đức, thơ: Nguyễn Nhược Pháp)                             | PBN 109 Paris By Night 30th Anniversary (hát với 15 nữ ca sĩ Thúy Nga) |          | 2013      |
| 16     | Hợp ca: Hát mãi bài tình ca (Thái Thịnh)                                                                         | PBN 109 Paris By Night 30th Anniversary (hát cùng các ca sĩ Thúy Nga)  | TNCD532  | 2013      |
| 17     | Tình hờ (Phạm Duy)                                                                                               | PBN 109 VIP Party                                                      |          | 2013      |
| 18     | What child is this - Chúa hài đồng (nhạc: William Chatterton Dix, lời Việt: Đức Trí)                             | PBN Gloria Cao cung lên                                                | TNCD532  | 2013      |
| 19     | Bay đi cánh chim biển (Đức Huy)                                                                                  | VSTAR 2013 Results Show                                                |          | 2013      |
| 20     | Cô gái đến từ hôm qua (Trần Lê Quỳnh)                                                                            | VSTAR 2013 Reunion Show (song ca với Bảo Khánh)                        |          | 2014      |
| 21     | LK ''Ru'' (Ru ta ngậm ngùi, Ru em, Ru đời đi nhé & Ru tình) (Trịnh Công Sơn)                                     | VSTAR 2013 Reunion Show (hát cùng Mỹ Hạnh, Thanh Hà & Đình Bảo)        |          | 2014      |
| 22     | Hà Nội mười hai mùa hoa (Giáng Son)                                                                              | PBN 110 Phát lộc đầu năm                                               | TNCD535  | 2014      |
| 23     | Trở về dòng sông tuổi thơ (Hoàng Hiệp)                                                                           | PBN 111 ''S''                                                          | TNCD543  | 2014      |
| 24     | Nỗi nhớ mùa đông (Phú Quang) & Ô cửa sổ mùa đông (Dương Thụ)                                                     | PBN 112 Đông (song ca với Bằng Kiều)                                   | TNCD550  | 2014      |
| 25     | Mùa giáng sinh hạnh phúc (John Lennon)                                                                           | PBN Gloria II Để Chúa đến                                              | TNCD547  | 2014      |
| 26     | Phía nào đến chân trời (Việt Anh)                                                                                | VSTAR 2014 Results Show                                                |          | 2015      |
| 27     | Nếu chỉ còn một ngày để sống (Hoài An)                                                                           | VSTAR 2014 Results Show (hát cùng với Hoàng Anh Khang & Hoàng Hiệp)    |          | 2015      |
| 28     | Bông vạn thọ (Võ Thiện Thanh)                                                                                    | PBN 113 Mừng tuổi mẹ                                                   | TNCD555  | 2015      |
| 29     | Những ngày thơ mộng (Hoàng Thi Thơ)                                                                              | PBN 114 Tôi là người Việt Nam                                          | TNCD557  | 2015      |

## Thành tựu
- Tiết mục "Trở về dòng sông tuổi thơ" của Thu Phương trong Paris By Night 111 là một trong năm tiết mục được World Choreography đề cử nhận giải tại Hollywood ngày 16 tháng 11 năm 2015. World Choreography Awards là giải thưởng thường niên được tổ chức nhằm tôn vinh sự sáng tạo, đổi mới và đa dạng trong nghệ thuật. Hội nhạc sĩ Việt Nam ghi nhận năm 2015.[54]

## Các đại nhạc hội đã tham gia
| Thứ tự | Tên đại nhạc hội                    | Năm  |
| ------ | ----------------------------------- | ---- |
| 1      | Đại nhạc hội San Jose               | 2003 |
| 2      | Đại nhạc hội Arena Mùa đông         | 2003 |
| 3      | Đại nhạc hội mùa hè San Jose        | 2005 |
| 4      | Đại nhạc hội Arena lần thứ 10       | 2007 |
| 5      | Đại nhạc hội kỷ niêm 22 năm Kim Lợi | 2014 |